# Conseil de sécurité des Nations unies
Le Conseil de sécurité des Nations unies est l'organe exécutif de l'Organisation des Nations unies (ONU). Il est défini comme ayant « la responsabilité principale du maintien de la paix et de la sécurité internationale » selon la Charte des Nations unies et dispose pour cela de pouvoirs spécifiques tels que l'établissement de sanctions internationales et l'intervention militaire. Certaines décisions, appelées résolutions, du Conseil de sécurité ont force exécutoire et « les Membres de l'Organisation conviennent d'accepter et d'appliquer les décisions du Conseil de sécurité ». Il se réunit au siège des Nations unies à New York après avoir siégé dans différentes capitales, telles que Paris ou Addis-Abeba. Ses membres doivent y être présents en permanence, du fait que le Conseil peut être réuni à tout moment, notamment en cas de crise exceptionnelle, ce que ne permettait pas la Charte de la Société des Nations.
Le Conseil de sécurité est composé de quinze membres : cinq permanents pourvus du droit de veto (Chine, États-Unis, France, Royaume-Uni, Russie) et dix élus pour une durée de deux ans (renouvelés par moitié tous les ans).

## Histoire

Church House, bâtiment de Londres où s'est tenue la première session du Conseil de sécurité en 1946.

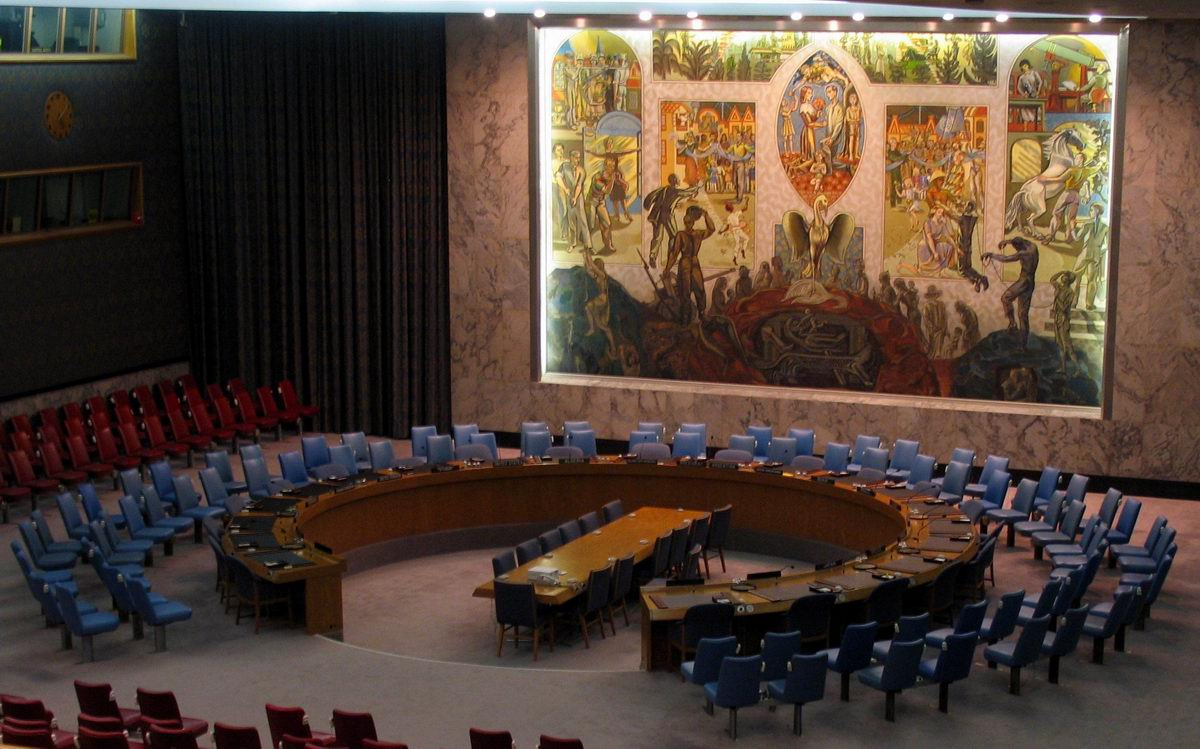
Peinture murale de Per Krohg.

La première session du Conseil de sécurité s'est tenue le 17 janvier 1946, dans le bâtiment Church House, à Londres. Depuis, les séances du Conseil de sécurité ont lieu au siège de l'ONU, à New York. Il fut, dès l'origine, composé de cinq membres permanents, les États-Unis, l'Union soviétique, le Royaume-Uni, la France et la république de Chine, à la fois, parce que ce sont les principaux vainqueurs de la Seconde Guerre mondiale, et parce que représentant à ce moment-là la majorité de la population mondiale (en comptant les empires coloniaux), chacun à peu près à égalité. Le jargon onusien utilise les acronymes p. 5 et p. 3 pour parler respectivement des cinq membres permanents du Conseil de sécurité (Permanent Five) et des trois membres permanents occidentaux (États-Unis, France et Royaume-Uni). Lors de l'adoption de la charte, étaient aussi prévus six membres non permanents, nombre porté à dix par un amendement adopté le 17 décembre 1963. La résolution de cet amendement fixa aussi, dans son article 3, le nombre de représentants par zone géographique.
La composition permanente du Conseil de sécurité n'a subi qu'une seule modification, au cours de l'année 1971, lorsque l'Assemblée générale a voté, avec une majorité de pays du tiers monde, pour évincer les représentants de la république de Chine (Taïwan) au profit de ceux de la république populaire de Chine. À cette date, par la résolution 2758 de l'Assemblée générale des Nations unies, le gouvernement de la république populaire de Chine prit la place de Taïwan au Conseil de sécurité ainsi que dans toutes les autres instances onusiennes. Ce choix a été fait en raison de la victoire des maoïstes durant la guerre civile chinoise, après laquelle l'ancien gouvernement qui siégeait toujours au Conseil de sécurité se replia sur l'île. N'étant alors plus représentatif de la nation élue au lendemain de la Seconde Guerre mondiale, il dut abandonner son siège. De telles circonstances ne sont possibles qu'avec l'accord de tous les membres du Conseil de sécurité à l'exception du membre visé, comme l'y autorise l'amendement de l'article 23 de la Charte des Nations unies. Après la dissolution de l'URSS, le président Boris Eltsine informera par lettre le secrétaire général de l’ONU, le 24 décembre 1991, que la fédération de Russie succède à l’Union soviétique au Conseil de sécurité, décision entérinée par le Conseil en janvier 1992.

## Fonctionnement

Conseil de sécurité au sein de l'ONU.

### Rôle
L'article 24 de la Charte définit le Conseil de sécurité des Nations unies ainsi : « Afin d'assurer l'action rapide et efficace de l'Organisation, ses Membres confèrent au Conseil de sécurité la responsabilité principale du maintien de la paix et de la sécurité internationales. »
Les attributions exactes et les modalités d'action du Conseil sont précisées dans le chapitre V (Conseil de sécurité), article 26, dans les chapitres VI (Règlement pacifique des différends) et VII (Action en cas de menace contre la paix, de rupture de la paix et d'acte d'agression), et dans certains articles du chapitre VIII (Accords régionaux).

### Présidence
Selon le règlement intérieur du Conseil, la présidence du Conseil de sécurité des Nations unies est tournante et mensuelle. Elle est assurée à tour de rôle par chacun des membres du Conseil, dans l'ordre alphabétique anglais des noms des pays. Le président du Conseil représente celui-ci en tant qu'organe des Nations unies.

### Réunion
C'est le président du Conseil qui réunit le Conseil. Il peut le faire à la demande de tout membre du Conseil de sécurité ou lorsqu'un différend ou une situation est soumis à son attention. L'Assemblée générale des Nations unies peut également renvoyer des questions devant le Conseil de sécurité. Le secrétaire général peut lui aussi attirer l'attention du Conseil de sécurité sur une affaire.
Le secrétaire général assiste aux réunions. Il établit l'ordre du jour provisoire de chaque séance qui doit être approuvé par le président du Conseil. L'ordre du jour est ensuite adopté par le Conseil. Tout point de l'ordre du jour qui ne sera pas abordé en séance sera reporté sur l'ordre du jour de la séance suivante.
Généralement, le Conseil de sécurité se réunit à New York, au siège de l'Organisation des Nations unies. Un membre du Conseil ou le secrétaire général peut proposer que le Conseil de sécurité se réunisse dans un autre lieu (article 28.3 de la Charte des Nations unies). Il se trouve que la première réunion du Conseil se tint à Londres, le 17 janvier 1946, dans le bâtiment Church House. En 1972, le Conseil a tenu une session à Addis-Abeba et en 1973 à Panama.
Les réunions du Conseil de sécurité sont publiques, sauf décision contraire du Conseil. Le procès-verbal de chaque séance est signé par le président du Conseil et publié ainsi que les documents annexes. Pour une séance privée, le Conseil de sécurité fait publier un communiqué par les soins du secrétaire général.
Selon la Charte des Nations unies (article 31 et 32), tout membre de l'Organisation qui n'est pas membre du Conseil de sécurité peut participer, sans droit de vote, à la discussion de toute question ou différend soumis au Conseil de sécurité, chaque fois que celui-ci estime que les intérêts de ce membre sont particulièrement affectés ou quand ce membre (voire un État non membre de l'ONU) est partie à un différend examiné par le Conseil de sécurité. Si un État membre faisant partie du Conseil est en cause dans une question discutée, il s'abstient de voter.

### Procédures
Toute décision du Conseil de sécurité doit être promulguée par un texte voté selon un quorum précis ; on nomme ces textes votés des résolutions. Chaque membre du Conseil de sécurité dispose d'une voix.
Il existe deux types de résolutions, celles portant sur des « questions de procédure », et les autres. Chacune ont un quorum différent : la première : « les décisions […] sur des questions de procédure sont prises par un vote affirmatif de neuf membres » (article 27, alinéa 2) ; et la deuxième, « les décisions du Conseil de sécurité sur toutes autres questions sont prises par un vote affirmatif de neuf de ses membres dans lequel sont comprises les voix de tous les membres permanents, étant entendu [qu']une partie à un différend s'abstient de voter » (article 27, alinéa 3). La condition du deuxième cas sur le « vote affirmatif […] de tous les membres permanents » est celle qui est abusivement[réf. nécessaire] qualifiée de « droit de veto ». Le droit de veto au Conseil de sécurité ne consiste pas à invalider a posteriori un texte adopté, mais à empêcher a priori l’adoption d’un texte.
Les résolutions du Conseil de sécurité sont des décisions à portée obligatoire : l'article 25 de la Charte dispose ainsi : « Les Membres de l'Organisation conviennent d'accepter et d'appliquer les décisions du Conseil de sécurité conformément à la présente Charte ».
Un débat actuel[Quand ?] concerne l'étendue de la soumission du Conseil de sécurité à l'État de droit et la possibilité d'examiner la légalité de ses décisions. Actuellement, les décisions du Conseil sont limitées à travers trois moyens principaux que sont : l'usage du droit de veto par l'un des membres du Conseil ; le vote d'une motion de censure par l'Assemblée générale (art. 10 de la Charte) ; et l'établissement d'une question préjudicielle à la Cour internationale de justice par l'Assemblée générale.
Ce problème a pu être soulevé par certains tribunaux, notamment dans l'affaire Tadić par le Tribunal pénal international pour l'ex-Yougoslavie (1997), l'affaire de l'attentat de Lockerbie par la Cour internationale de justice (avril 2002), et l'arrêt Kadi de 2008 de la Cour de justice des communautés européennes. Enfin, la crédibilité même du Conseil à l'égard des États est invoquée en tant que limite de fait à son pouvoir.
Tout État Membre des Nations unies qui n’est pas membre du Conseil de sécurité peut être convié à participer, sans droit de vote, à la discussion de toute question soumise au Conseil lorsque celui-ci estime que les intérêts de ce Membre sont particulièrement affectés. Tout État, qu’il soit Membre des Nations unies ou non, s’il est partie à un différend examiné par le Conseil de sécurité, peut être convié à participer, sans droit de vote, aux discussions relatives à ce différend ; le Conseil détermine les conditions qu’il estime justes de mettre à la participation d’un État qui n’est pas membre de l’Organisation."

### Vote etveto
Pour qu'une résolution soit adoptée, celle-ci doit recueillir neuf votes positifs sur les quinze votants du Conseil. Un siège, qu'il soit permanent ou non, représente une voix. En revanche, il ne doit pas y avoir de vote négatif de la part d'un des cinq membres permanents. Si c'était le cas, la décision serait bloquée. C'est ce qu'on appelle le droit de veto.
La Charte des Nations unies stipule que les décisions du Conseil de sécurité doivent être prises par un vote affirmatif de neuf de ses membres, dont tous les membres permanents. Dans la pratique, l'abstention des membres permanents, sans être un vote positif, n'est cependant pas considérée comme un veto. Sur les questions de procédures, le vote négatif d'un membre permanent n'est pas considéré comme un veto. Une décision du Conseil sur ces questions de procédures requiert neuf voix sur quinze, quelle que soit la position des cinq membres permanents.
Le droit de veto au Conseil de sécurité est controversé. Les analystes critiques du droit de veto disent qu'ils est l'élément le plus antidémocratique de l'ONU, et la principale cause d'inaction concernant les crimes de guerre et les crimes contre l'humanité, car il empêche effectivement l'ONU d'agir contre les membres permanents et leurs alliés,.Selon Amnesty International les cinq membres permanents ont utilisé leur droit de veto pour « promouvoir leur intérêt politique ou leur intérêt géopolitique au-delà de l'intérêt de protéger les civils ». Les partisans du droit de veto le considèrent comme un facteur de stabilité internationale, et un moyen de contrôler les interventions militaires.
Depuis la création de l'ONU, la majorité des veto au Conseil de sécurité ont été exercés par l'Union soviétique. Entre 1946 et janvier 2024, sur 218 propositions de résolution bloquées par un veto, 123 ont fait l'objet d'un veto de l'URSS puis de la Russie (dont 15 conjointement avec la Chine) ; 84 des États-Unis (dont 22 avec le Royaume-Uni et/ou la France) ; 29 du Royaume-Uni (dont 24 avec les États-Unis et/ou la France) ; 16 de la France (dont 15 avec les États-Unis et/ou le Royaume-Uni) ; 18 de la Chine (dont 8 avec la Russie), incluant un usage du veto par Taïwan qui occupa le siège de la Chine jusqu'en 1971,,.
Pour plus de la moitié, ces vétos se firent dans la première décennie après la création de l'ONU et dans la décennie 1976-1985 : 83 et 60 respectivement, soit 143 au total. Durant les années 1996-2006, il fut utilisé treize fois seulement, soit 2,5 fois moins souvent que dans la précédente décennie qui en compta le moins (1956-65 avec 31 vétos)[Passage à actualiser]. Entre 1946 et 2006, on constate une inversion entre les États-Unis et l'URSS (puis la Russie) puisque, dans les trois premières décennies, les premiers ont utilisé ce moyen seulement douze fois (dont aucune fois dans les deux premières), contre 113 fois pour les seconds, alors que dans les trois dernières décennies les premiers en usèrent 69 fois, contre neuf fois pour les seconds (dont une seule dans la dernière décennie). Parmi ces vétos, un bon nombre (59) furent des refus d'admission de nouveaux membres, surtout dans les deux premières décennies (membres généralement admis ultérieurement) et surtout par l'URSS.
Pour l'historienne Chloé Maurel, ce droit de veto est une grave entorse au caractère démocratique de l'ONU, et devrait être supprimé, puisqu'il est un privilège exorbitant indû et qu'il paralyse l'ONU. 

## Composition

### Membres permanents
| Pays                                                | Groupe                       | Ambassadeur      |
| --------------------------------------------------- | ---------------------------- | ---------------- |
| République populaire de Chine                       | Asie-Pacifique               | Fu Cong          |
| États-Unis d'Amérique                               | Europe occidentale et autres | Dorothy Shea     |
| République française                                | Europe occidentale et autres | Jérôme Bonnafont |
| Royaume-Uni de Grande-Bretagne et d'Irlande du Nord | Europe occidentale et autres | Barbara Woodward |
| Fédération de Russie                                | Europe orientale             | Vassili Nebenzia |

### Membres non permanents
En plus de ces cinq membres permanents, le Conseil de sécurité est composé de 10 membres non permanents, non pourvus du droit de veto. La résolution 1991 de l'Assemblée générale des Nations unies (votée le 17 décembre 1963) a fixé leur répartition de la manière suivante :
- cinq États membres du groupe des États d’Afrique et du groupe des États d’Asie-Pacifique (en général, trois d'Afrique et deux d'Asie-Pacifique) ;
- un État membre du groupe des États d’Europe orientale ;
- deux États membres du groupe des États d’Amérique latine et des Caraïbes ;
- deux États membres du groupe des États d’Europe occidentale et autres États.

Les membres non permanents ont un mandat de deux ans ; chaque année, ils sont renouvelés par moitié par un vote à la majorité des deux tiers de l'Assemblée générale ; les membres sortants ne sont pas immédiatement rééligibles.
Plus de 50 États Membres des Nations unies n’ont jamais été membres du Conseil de sécurité.
Les membres non permanents sont :
| Pays                                            | Groupe                      | Ambassadeur        |
| ----------------------------------------------- | --------------------------- | ------------------ |
| Slovénie                                        | Europe orientale            | Boštjan Malovrh    |
| Guyana                                          | Amérique latine et Caraïbes | Carolyn Rodrigues  |
| République algérienne démocratique et populaire | Afrique                     | Amar Bendjama      |
| Sierra Leone                                    | Afrique                     | Michael Imran Kanu |
| Corée du Sud                                    | Asie-Pacifique              | Hwang Joon-kook    |

| Pays                  | Groupe                       | Ambassadeur             |
| --------------------- | ---------------------------- | ----------------------- |
| Royaume de Danemark   | Europe occidentale et autres | Christina Markus Lassen |
| République hellénique | Europe occidentale et autres | Evangelos Sekeris       |
| Pakistan              | Asie-Pacifique               | Munir Akram             |
| Panama                | Amérique latine et Caraïbes  | Eloy Alfaro de Alba     |
| Somalie               | Afrique                      | Abukar Dahir Osman      |

### Structure

#### Organes subsidiaires
- Commission de consolidation de la paix des Nations unies : appuie les efforts de maintien de la paix dans les pays sortants d'un conflit par la mobilisation des acteurs (institutions telles que les gouvernements ou ONG), de ressources et de recommandations stratégiques quant au développement.
- Comité contre le terrorisme (en) : « œuvre pour renforcer la capacité des États membres à empêcher les actes de terrorisme sur leur sol ainsi qu'au-delà ».
- Comité 1540 : chargé d'examiner la mise en œuvre par les pays membres de la résolution 1540 relative à la non-prolifération des armes de destruction massive. Il soumet rapports périodiques et, s'il y a lieu, des recommandations au Conseil de Sécurité.
- Conseil des droits de l'Homme de l'ONU : examine la question des droits de l'Homme tour à tour de tous les pays membres à l'aide de documents fournis par les dits pays et d'organisations indépendantes en vue d'en améliorer le respect.
- Fonds d'indemnisation des Nations unies : examine les demandes d'indemnisation et verse des indemnités aux victimes koweïtiennes de l'invasion et occupation irakienne durant la première guerre du Golfe.
- Force de maintien de la paix des Nations unies (Casques bleus) : armée temporaire composée de militaires issus de différents pays membres, ayant pour rôle « le maintien ou rétablissement de la paix et de la sécurité internationales ».
- Tribunal pénal international pour l'ex-Yougoslavie : situé à La Haye, est chargé des poursuites et jugements à l'encontre des présumés responsables de violations graves des droits de l'Homme durant les guerres en Croatie, Bosnie-Herzégovine et au Kosovo.
- Tribunal pénal international pour le Rwanda : siégeant à Arusha, est chargé des poursuites et jugements contre les responsables de violations du droit international (notamment en ce qui concerne les génocides) au Rwanda et dans les États voisins au cours de l'année 1994.
- Commission de contrôle, de vérification et d'inspection des Nations unies : chargée du désarmement de l'Irak de ses armes de destruction massive et du contrôle fait sur ce pays visant à l'empêcher de se procurer ces mêmes armes à nouveau.
- Comité 1267 : connu comme le Comité des sanctions contre Al-Qaïda et les talibans.

#### Comités
On trouve deux comités permanents.
- Le Comité d'experts chargé du règlement intérieur est chargé par le Conseil de sécurité d'étudier et de conseiller au sujet du règlement intérieur et autres considérations techniques ;
- Le Comité d'admission de nouveaux membres examine les demandes d'admission de nouveaux membres et doit présenter ses conclusions au Conseil au moins trente-cinq jours avant l'ouverture de la session ordinaire de l'Assemblée générale ou au moins quatorze jours avant le début d'une session extraordinaire de l'Assemblée générale.

Il existe également trois comités spéciaux, établis suivant les besoins du Conseil de sécurité. Ces comités sont composés de tous les membres du Conseil de sécurité se réunissant en séance privée.
- Le Comité du Conseil de sécurité pour les réunions hors Siège du Conseil ;
- Le Conseil d'administration de la Commission d'indemnisation créé par la résolution 692 (1991) ;
- Le Comité du Conseil de sécurité créé par la résolution 1373 (2001) concernant le contre-terrorisme.

Enfin, il existe des comités des sanctions, chargés de surveiller l'application des sanctions découlant de résolutions du Conseil de sécurité à l'encontre de certains États membres et organisations.

## Problèmes et dysfonctionnements

### Membres

#### Membres permanents
La vague de décolonisations, de la fin des années 1940 au milieu des années 1960, la progression démographique de l'Asie, de l'Afrique et de l'Amérique latine, la stagnation parallèle de l'Union soviétique (et de la CEI) et son éclatement, la stagnation de la Russie, la France et du Royaume-Uni, font qu'aujourd'hui, même avec les 1,4 milliard de Chinois, ces membres permanents ne représentent en 2006 que 30 % de la population mondiale, dont 20 % pour la seule Chine, contre plus de 50 % en 1945, dont moins de 15 % pour la Chine. Cette situation explique pourquoi une large partie des États membres, depuis les années 1970 surtout, conteste, sinon l'existence même des membres permanents, du moins le choix de ceux actuels ou le nombre de membres permanents, voire de non permanents. C'est ainsi que des pays comme l'Afrique du Sud, l'Algérie, l'Allemagne, le Brésil, l'Égypte, l'Inde, l'Indonésie, le Japon, le Nigeria ou l'Italie souhaitent devenir membres permanents.
Une autre source de problème est la clause sur le « vote affirmatif […] de tous les membres permanents », qui empêche régulièrement l'adoption de résolutions répondant pourtant aux critères exposés dans les chapitres VI et VII, parce qu'un ou plusieurs membres permanents désirent, pour des raisons diverses, que les questions posées ne soient pas réglées au niveau du Conseil de sécurité, notamment quand ces résolutions proposent des mécanismes coercitifs (embargos, blocus) ou des interventions directes de forces sous mandat de l'ONU.
Cela est le cas avec l'attaque d'Israël sur le Liban, le non-respect de ses engagements en matière nucléaire de l'Iran, l'essai d'une bombe nucléaire par la Corée du Nord, ou dans le cadre de la guerre civile syrienne : dans chacun de ces cas, l'un des membres permanents a bloqué l'adoption d'une résolution coercitive, y compris quand une précédente résolution avait posé une date butoir après laquelle ce type de mesures devait être prise.

#### Membres non permanents
La question de la représentativité des membres non permanents et de leur nombre est récurrente depuis les années 1960. L'amendement à la Charte de décembre 1963 visait précisément à corriger cela en faisant passer leur nombre de six à dix et en fixant des quotas par zones. Mais depuis, la bascule démographique et les changements géopolitiques font que certaines régions sont sous-représentées. Le groupe « Asie-Afrique », par exemple, représente 65 % de la population, hors membres permanents, pour 50 % des sièges, alors que l'Amérique latine représente 10 % de la population et 20 % des membres. Plusieurs propositions ont été faites ces trois dernières décennies, dont certaines sont exposées ci-après.
Autre problème récurrent, la concurrence pour les sièges non permanents qui entraîne quelquefois de sévères blocages. On a le cas notable, en 1979, des 155 tours de scrutin qui ne parvinrent pas à départager Cuba, soutenue par le bloc de l'Est et la Colombie soutenue par l'Occident. C'est finalement le Mexique, plus « neutre », qui fut élu. En 2006, on a retrouvé un problème similaire, cette fois entre un candidat réputé « mondialiste » (le Guatemala) contre un candidat réputé « altermondialiste » (le Venezuela). Après 47 tours de scrutin, au 2 novembre 2006, ni le Guatemala ni le Venezuela n'avaient réussi à obtenir les 128 voix nécessaires (deux tiers des votants à l'Assemblée générale qui compte 192 États membres). C'est finalement au profit du Panama, candidat de consensus, que les deux pays se retireront. Le 7 novembre 2006, le Panama est élu membre non permanent au Conseil de sécurité pour deux ans, représentant le groupe des pays d'Amérique latine et des Caraïbes. Il a recueilli 164 voix au 48e tour de scrutin.

### Résolutions
L'activité du Conseil de sécurité a notablement augmenté depuis la fin de la guerre froide. En effet, il s'était réuni 2 903 fois entre 1946 et 1989, adoptant 646 résolutions, soit moins d'une quinzaine par an, alors que pour la seule décennie 1990-2000, il se réunit 1 183 fois, adoptant 638 résolutions, soit environ 64 par an. Par ailleurs, lors des 44 premières années du Conseil, celui-ci adopta 24 résolutions sous le chapitre VII de la Charte ; en 1993, il en adoptait autant chaque année.

#### Adoption
Le principal problème est lié à la situation des membres permanents. Le fait qu'un seul peut empêcher l'adoption d'une résolution, même dans le cas où les quatorze autres membres y sont favorables, induit trois phénomènes qui entravent le bon fonctionnement du Conseil de sécurité :
- Le blocage complet d'une résolution (veto), qui a été très important durant les premières décennies de l'ONU, alors en pleine guerre froide ;
- Les négociations infinies qui retardent l'adoption d'une résolution, aboutissent régulièrement à des textes beaucoup moins contraignants que ne le requérait la situation et arrivent souvent après le plus grave de la crise discutée (on en a eu l'exemple avec le Rwanda en 1994, et on l'a de nouveau avec le Darfour en 2006) ;
- Les résolutions comminatoires avec date butoir, qui ne sont pas suivies d'une résolution exécutoire après cette date, ou du moins, pas selon les modalités prévues par la précédente résolution (cf. pour 2006, les cas évoqués de l'Iran, d'Israël et de la Corée).

Toujours lié au statut des membres permanents, mais aussi au manque de volonté, tant de l'ensemble (ou d'une majorité) des membres du Conseil de sécurité que de l'Assemblée générale, il arrive très souvent que des résolutions restent pendantes sur une durée importante, parfois au-delà d'un point où elles deviennent inexécutables. Le cas le plus significatif est celui de la « crise du Moyen-Orient », terme qui désigne habituellement les divers conflits inter- ou intra-étatiques (et les situations liées) concernant les pays voisins d'Israël, que ce soit avec ce pays ou entre eux : Israël même, l'Égypte, le Liban, la Syrie, la partie palestinienne de l'ancienne Palestine mandataire et, moindrement, la Jordanie et l'Irak. C'est le sujet qui a donné lieu, depuis 1948, au plus grand nombre de résolutions : 255 sur 1 718 (au 18 octobre 2006), soit environ une sur sept, et une moyenne de quatre par an. La résolution 1685 (en) du 13 juin 2006 « Demande aux parties concernées d’appliquer immédiatement sa résolution 338 (1973) du 22 octobre 1973 ». Entre-temps, plus de 100 résolutions sont passées, dont au moins trois demandant la même chose.
Cas inverse : en 1975 et 1976, plusieurs résolutions ont soulevé la question du Timor oriental ; dans la dernière, en date du 22 avril 1976, « [Le Conseil de sécurité] demande au gouvernement indonésien de retirer sans plus tarder toutes ses forces du territoire » et se conclut par ces mots : « [Le Conseil de sécurité] décide de demeurer saisi de la question ». La résolution suivante sur la question est votée… le 7 mai 1999. Entre-temps, l'Indonésie avait annexé de fait le Timor oriental et en avait fait sa 27e province.

#### Exécution
Outre le fait que certaines résolutions comminatoires ne résultent pas d'une résolution exécutoire, de nombreuses résolutions de cet ordre sont en fait inexécutées, ou incomplètement exécutées, parce que les États membres refusent de prêter les moyens humains, matériels et financiers suffisants pour leur exécution, ou parce que la situation a été mal évaluée et que la mission entreprise est interrompue avant que les objectifs soient réalisés. Le cas emblématique de ces deux situations est celui de la crise somalienne de 1991 (qui est encore en cours en 2016). En mai 1992, une mission d'interposition est envoyée, mais avec des moyens humains et matériels très en dessous de ce qui est nécessaire dans un cas comme celui-ci, une guerre civile généralisée opposant au moins cinq factions et touchant l'ensemble du territoire : moins de 1 000 hommes et un appui logistique presque inexistant. En décembre, sous la pression des États-Unis, le Conseil de sécurité décide de mettre en place une mission plus adaptée, avec le déploiement à terme de quelque 40 000 hommes et d'un soutien logistique ad hoc.
Quelques mois plus tard, la nouvelle administration des États-Unis en place depuis janvier 1993 décide de réduire considérablement son appui et retire une grande partie de ses troupes, qui formaient l'essentiel de la mission, et de ses moyens, et en mai 1993, la réussite initiale de la mission devient l'instrument de son échec : les factions tournent à leur profit l'amélioration des infrastructures réalisée par les troupes de l'ONU, et commencent même à attaquer celles encore sur place. Les États-Unis changent alors de nouveau de tactique et décident de redéployer des troupes, mais cette fois en dehors de la responsabilité de l'ONU, pour « faire la guerre aux factions », ce qui a pour résultat de détruire les infrastructures reconstruites, de toucher en priorité les civils somaliens et de réinstaller la famine dans les zones les moins accessibles. La mission continuera jusqu'en mars 1995, sans résultat autre que d'avoir permis, pendant ce « répit », le réarmement des factions, et après son départ la guerre civile reprendra au point où elle en était trois ans auparavant. Cela illustre une des grandes faiblesses de l'ONU : elle ne dispose pas d'un corps d'intervention et d'un état-major autonomes, ce qui était pourtant prévu dans la Charte de 1945 (articles 45 à 47).

## Propositions de réforme du Conseil de sécurité

### Réforme de la composition

#### Un sujet ancien
Un groupe de travail, créé en 1993, a proposé en 1996 d’inclure cinq nouveaux membres permanents, comprenant l’Allemagne, le Japon et trois nations du tiers monde, et suggéré de créer quatre autres sièges de membres non permanents dans le but d’accroître la représentativité du Conseil ; le président français Jacques Chirac s’y était déclaré favorable dans un article du quotidien français Le Monde, le 22 septembre 1996. En 1997, les États-Unis recommandèrent cinq nouveaux sièges permanents avec un système de rotation et le souci que le Conseil ne dépasse pas vingt membres pour rester efficace.

#### La position de la France
La France est favorable à une réforme du Conseil de sécurité des Nations unies, qui se traduirait principalement par son élargissement. « Je souhaite faire avancer la réforme du Conseil de sécurité pour permettre à de nouveaux membres permanents comme non permanents d’y siéger », a déclaré François Hollande le 27 août 2012 lors de la XXe Conférence des Ambassadeurs. Il s'agit, pour la France, que cette structure centrale de l'ONU  « s'adapte aux réalités du XXIe siècle », c'est-à-dire en prenant en compte l'émergence de nouvelles grandes puissances sur la scène internationale et la fin de l'affrontement idéologique entre les deux blocs de la guerre froide.
La France soutient les candidatures de l'Allemagne, du Brésil, de l'Inde et du Japon à un poste de membre permanent du Conseil de sécurité des Nations unies. Elle souhaite également une meilleure représentativité de l'Afrique, « notamment parmi les membres permanents ». Sans se positionner, elle propose enfin de discuter de l'hypothèse de la présence d'un pays arabe au Conseil comme membre permanent.

#### Le choix de Kofi Annan
Pour sa part, le septième secrétaire général des Nations unies, Kofi Annan, soutient un plan comprenant l'ajout de six nouveaux membres permanents. Outre les quatre pays proposés par la France, il s'agirait d'attribuer deux sièges à l'Afrique. Les États pouvant y prétendre pourraient être l'Afrique du Sud, pays le plus prospère du continent, et l'Égypte, qui représenterait alors les pays musulmans et le monde arabe. On se retrouverait ainsi avec vingt-et-un membres dont onze permanents couvrant l'ensemble des continents et des grandes religions.

#### Antagonismes régionaux
Organe principal de l'ONU, le Conseil de sécurité est incontournable. C'est lui qui porte la responsabilité principale du maintien de la paix et de la sécurité internationale. Les pays qui y siègent, en permanence ou non, en tirent une capacité d'influence et ont, par conséquent, un poids politique particulier. Sur le plan diplomatique, l'hypothèse d'un élargissement entraîne donc des rivalités régionales.
Dans le cas du scénario français, la perspective de voir l'Inde devenir un membre permanent se heurte à des réticences pakistanaises. Idem en Europe, avec la candidature allemande qui pourrait froisser l'Italie ou l'Espagne. En Asie, le Japon aura à composer avec les réserves de la Chine et de la Corée du Sud. Enfin, le Brésil fera face au mécontentement argentin et mexicain. Concernant le plan soutenu par Kofi Annan, c'est le Nigeria ou l'Algérie qui pourrait donner de la voix pour contester les sièges égyptien et sud-africain.

### Réforme du droit de veto
Les discussions en vue d'améliorer la réactivité de l'ONU évoquent souvent une réforme du droit veto du Conseil de sécurité de l'ONU. Les propositions comprennent : la limitation du recours au veto aux questions vitales de sécurité nationale ; le fait d'exiger accord de plusieurs États avant d'exercer son droit de veto ; l'abolition totale du droit de veto; et le fait entreprendre la transition stipulée à l'Article 106 de la Charte, qui exige que le principe du consensus reste en place.
Une réforme du droit de veto risque d'être très difficile. Les articles 108 et 109 de la Charte des Nations unies accordent le droit de veto aux cinq Présidents des États membres permanents pour toute modification apportée à la Charte, leur demandant d'approuver toute modification du droit de veto du Conseil de sécurité des Nations unies qu'ils détiennent eux-mêmes.
En 2013, la France a proposé l'autorégulation par les cinq membres permanents du Conseil de sécurité qui s'engageraient à s'abstenir de l'utiliser contre les mesures visant à mettre fin aux atrocités massives.
L’ancien ministre français de la Défense Paul Quilès proposait en 2000 de restreindre le veto aux questions de recours à la force, et d’obliger à motiver sa mise en œuvre pour remédier à l’immobilisme. Au moment des exactions en Syrie, en 2012, le secrétaire général d'Amnesty International Salil Shetty a déclaré qu'« Il doit y avoir un moyen qui, lorsqu'il s'agit d'abus de droits de l'Homme à l'échelle dont nous parlons, rend l'utilisation du droit de veto tout simplement inacceptable ».
En 2024, les États-Unis propose la création de deux sièges permanents au Conseil de sécurité pour des pays africains, en cas d’élargissement du Conseil de sécurité.

### Réforme du régime des sanctions économiques
Celles-ci sont limitées dans le temps depuis 2000 ; on est passé ainsi d’une logique punitive à une logique incitative. Des obstacles importants demeurent pour une réforme en profondeur du Conseil de sécurité. La procédure de révision de la charte est en effet très contraignante : elle est prévue par l'article 109 de la Charte. Un vote à la majorité des deux tiers de l’Assemblée générale des Nations unies est nécessaire afin de réunir une Conférence générale des membres des Nations unies. La conférence recommande des modifications de la Charte qui entreront en vigueur lorsque 2/3 des États membres les auront ratifiées, conformément à leur droit interne, les cinq membres permanents compris.

## Lieu de réunions
Le Conseil de sécurité se réunit dans une salle destinée à ses activités qui se trouve au deuxième étage du siège des Nations unies.
La salle a été partiellement financée par le gouvernement norvégien. Elle a été conçue par l'architecte Arnstein Arneberg, un ami du secrétaire général de l'époque Trygve Lie.
Une table circulaire se trouve au centre de la pièce. Les chaises qui l'entourent ont été conçues par Finn Nilsson.
À l'est, surplombant la table du Conseil se trouve une peinture de l'artiste Per Krohg encadrée de fenêtres donnant sur l'East River (souvent occultées par des rideaux).
De 1984 à 2021, à l'entrée du Conseil se trouvait une tapisserie reproduisant le tableau Guernica de Pablo Picasso. Cette œuvre avait été commandée en 1955 par Nelson Rockefeller. Sa famille l'a récupérée en 2021.

## Dans la fiction
La salle du conseil a servi au tournage de plusieurs films, parmi lesquels L'Interprète de Sydney Pollack (2005), Che de Steven Soderbergh (2008), Quai d'Orsay de Bertrand Tavernier (2014) ainsi que dans les séries télévisées Ugly Betty et New York, police judiciaire.
En 2014, la Russie appose son veto au tournage de la série américaine House of Cards à l'intérieur de l'enceinte.